# Eurytoma latrodecti
Eurytoma latrodecti är en stekelart som beskrevs av David Timmins Fullaway 1953. 
Eurytoma latrodecti ingår i släktet Eurytoma och familjen kragglanssteklar. Inga underarter finns listade i Catalogue of Life.